# Groenlandais
Cet article concerne la langue. Pour d'autres usages, voir Groenlandais (homonymie).
Le groenlandais  (autonyme : Kalaallisut, littéralement : « la langue du peuple », en danois : Grønlandsk) est une langue eskimo-aléoute parlée par environ 57 000 Groenlandais. Son principal dialecte, le kalaallisut ou groenlandais occidental, est depuis 2009 l'unique langue officielle du territoire autonome du Groenland.
Il s'agit d'une langue polysynthétique où les mots, formés en accolant des suffixes à des racines, peuvent atteindre une longueur considérable. Sa structure d'actance est ergative, ce qui veut dire que le sujet d'un verbe intransitif est traité de la même manière que l'objet d'un verbe transitif, mais différemment du sujet d'un verbe transitif. L'ordre des mots dans la phrase est généralement sujet-objet-verbe.
Le groenlandais distingue deux grandes catégories lexicales : les noms et les verbes. La déclinaison des noms comprend huit cas (absolutif, ergatif, équatif, instrumental, locatif, allatif, ablatif et perlatif), auxquels s'ajoutent les deux nombres (singulier et pluriel) et éventuellement l'accord du possessif. La conjugaison des verbes comprend quatre personnes (1re, 2e, 3e et 3e réfléchie) et huit modes dont quatre sont utilisés dans les propositions principales (indicatif, interrogatif, impératif et optatif) et quatre dans les propositions subordonnées (causatif, conditionnel, contemporatif et participe). Le temps n'est pas une catégorie flexionnelle et s'exprime à l'aide de particules optionnelles.
Le groenlandais est écrit au moyen de l'alphabet latin depuis le début de la colonisation danoise, au XVIIIe siècle. Le premier système orthographique est conçu en 1851 par le missionnaire allemand Samuel Kleinschmidt. L'orthographe de la langue est réformée en 1973 pour suivre les évolutions subies par la langue orale depuis l'époque de Kleinschmidt. Cette réforme rend la langue écrite plus facile à apprendre et le taux d'alphabétisation du Groenland est au début du XXIe siècle l'un des plus élevés au monde. Sa régulation est assurée par l'Oqaasileriffik, ou « secrétariat de la langue groenlandaise ».

## Histoire
C'est au XIIIe siècle que la culture de Thulé commence à coloniser le Groenland, apportant avec elle sa langue. Les langues des cultures antérieures, celles de Saqqaq et de Dorset, sont complètement inconnues.
Les premières descriptions du groenlandais remontent au XVIIe siècle. L'arrivée de missionnaires danois dans le sillage de Hans Egede (1686-1758) au début du XVIIe siècle et le début de la colonisation danoise de l'île donne lieu aux premières tentatives d'étude scientifique de la langue. Le missionnaire Paul Egede (1708-1789), fils de Hans, rédige le premier dictionnaire de groenlandais en 1750, puis la première grammaire de la langue en 1760. Durant la période coloniale, le danois exerce une pression croissante sur le groenlandais. Dans les années 1950, la politique linguistique du Danemark consiste au remplacement du groenlandais par le danois, qui est la seule langue utilisée dans l'enseignement secondaire et dans l'administration.
Le Groenland obtient son autonomie territoriale en 1979 à la suite d'un référendum. C'est le début d'une période de « groenlandisation » de la société. Le groenlandais cesse d'être marginalisé, devenant langue officielle de l'enseignement et langue unique à l'école primaire. Ainsi, même les enfants de parents ne parlant que le danois deviennent bilingues danois-groenlandais. Les deux langues partagent le statut de langue officielle du Groenland jusqu'en 2009, puis le groenlandais devient l'unique langue officielle de l'île, en accord avec les résultats du référendum de 2008.
De 1851 à 1973, le groenlandais utilise une orthographe complexe, conçue par le linguiste et missionnaire allemand Samuel Kleinschmidt (1814-1886). Une nouvelle orthographe est introduite en 1973 afin de rapprocher la langue écrite de la forme parlée, qui a beaucoup changé depuis l'époque de Kleinschmidt. Le taux d'alphabétisation connaît une croissance importante dans les années qui suivent la mise en place de cette réforme. Il est de 100 % en 2015.
Les différences linguistiques entre les dialectes du groenlandais tendent à s'atténuer, surtout depuis la réforme orthographique et le développement de la scolarisation et des médias. Ces derniers sont représentés par les chaînes de la société de radiotélévision publique Kalaallit Nunaata Radioa, fondée en 1958, et les journaux Sermitsiaq et Atuagagdliutit/Grønlandsposten, qui fusionnent en 2010.

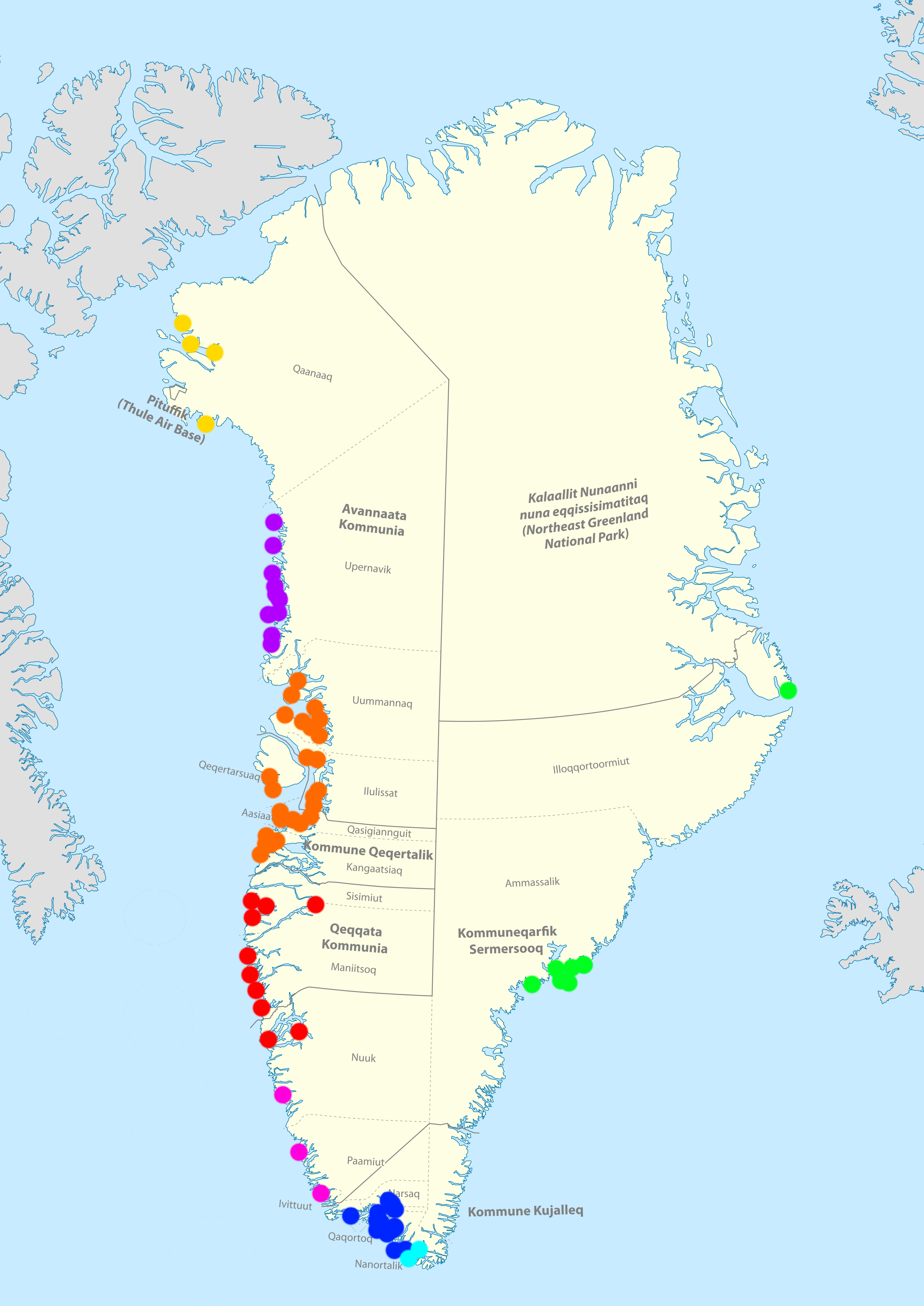
Carte de répartition des dialectes du groenlandais.
inuktun
dialecte Upernavik
dialecte Kangaatsiaq-Uummannaq
kalaallisut
dialecte Paamiut
dialecte Nanortalik-Narsaq-Qaqortoq
dialecte Cap Farvel
tunumiit

## Classification
Le groenlandais appartient à la famille des langues eskimo-aléoutes. Il est étroitement apparenté aux langues inuites parlées au Canada et en Alaska. Il comprend trois grands dialectes.
- Le kalaallisut, ou « groenlandais occidental », est le principal dialecte de l'île. Le nom kalaallisut est souvent utilisé pour désigner l'ensemble du domaine groenlandais.
- L'inuktun, ou avanersuarmiutut (en jaune sur la carte ci-contre), est le dialecte le plus septentrional, parlé autour de la ville de Qaanaaq (Thulé). Il est étroitement apparenté à l'inuktitut canadien.
- Enfin, le tunumiit, ou « groenlandais oriental » (en vert sur la carte ci-contre), est parlé autour des villes de Tasiilaq et Ittoqqortoormiit. C'est celui dans lequel l'assimilation des groupes consonantiques et des séquences de voyelles est la plus avancée[7]

Les différences entre les trois dialectes peuvent être illustrées en comparant les formes du mot désignant les « humains » : inuit en kalaallisut, inughuit en inuktun et iivit en tunumiit. Des trois dialectes, l'inuktun est le plus conservateur, ayant toujours le groupe /gh/ qui est élidé en kalaallisut, tandis que le tunumiisut a encore simplifié la structure consonantique en élidant le /n/.
Le kalaallisut est encore subdivisé en quatre sous-dialectes :
- celui parlé autour d'Upernavik (en violet sur la carte ci-contre), qui présente des ressemblances avec le tunumiit, peut-être à la suite d'une migration depuis l'Est de l'île ;
- celui parlé dans la région d'Uummannaq et de la baie de Disko (en orange sur la carte ci-contre) ;
- celui parlé dans le centre (en rouge sur la carte ci-contre), entre Sisimiut au nord et Maniitsoq au sud, avec Nuuk, la capitale, entre les deux ;
- celui parlé dans le Sud (en bleu sur la carte ci-contre), autour de Narsaq et Qaqortoq[2].

## Phonologie
Les barres obliques / / encadrent les transcriptions phonémiques, les crochets [ ] les transcriptions phonétiques, et les chevrons ‹   › la graphie standard.

### Consonnes
Les consonnes du groenlandais sont distribuées sur cinq points d'articulation : labiales, alvéolaires, palatales, vélaires et uvulaires. Il n'existe pas de contraste entre consonnes sourdes et sonores. Parmi les cinq points d'articulation, tous possèdent un contraste entre occlusives, fricatives et nasales, sauf au niveau palatal où la chuintante [ʃ] a fusionné avec [s] dans la quasi-totalité des dialectes. La fricative labiodentale [f] n'a valeur de phonème que dans les mots empruntés à d'autres langues. L'occlusive alvéolaire [t] se prononce de manière affriquée [t͡s] devant la voyelle /i/. Les mots empruntés au danois sont souvent orthographiés avec les lettres ‹ b d g ›, qui représentent des occlusives sonores en danois (par exemple ‹ baaja › « bière » et ‹ Guuti › « Dieu »), mais en groenlandais, ces consonnes sont prononcées de manière sourde : /p t k/.
|               | Labiales  | Alvéolaires            | Palatales | Vélaires   | Uvulaires  |
| ------------- | --------- | ---------------------- | --------- | ---------- | ---------- |
| Occlusives    | /p/ ‹ p › | /t/ ‹ t ›              |           | /k/ ‹ k ›  | /q/ ‹ q ›  |
| Fricatives    | /v/ ‹ v › | /s/ ‹ s ›              | (/ʃ/)     | /ɣ/ ‹ g ›  | /ʁ/ ‹ r ›  |
| Nasales       | /m/ ‹ m › | /n/ ‹ n ›              |           | /ŋ/ ‹ ng › | /ɴ/ ‹ rn › |
| Liquides      |           | /l/ ‹ l › ~ [ɬ] ‹ ll › |           |            |            |
| Semi-voyelles |           |                        | /j/ ‹ j › |            |            |

### Voyelles

Trapèze vocalique du groenlandais.

Le groenlandais présente un système à trois voyelles typique des langues eskimo-aléoutes : /i/, /u/ et /a/. Les voyelles doubles sont considérées comme composées de deux mores distincts : du point de vue de la phonologie, elles ne constituent pas une voyelle longue, mais une suite de voyelles. Orthographiquement, elles sont représentées par deux lettres,. Il n'existe qu'une seule diphtongue, /ai/, qui n'apparaît qu'en fin de mot.
Les voyelles /i/ et /u/ possèdent des allophones lorsqu'elles sont situées avant une consonne uvulaire (/q/ ou /ʁ/) : la première est réalisée [e] ou [ɛ], et la seconde [o] ou [ɔ]. Cette variation est représentée par l'orthographe moderne de la langue, qui écrit ‹ e › et ‹ o › pour /i/ et /u/ avant une consonne uvulaire. Par exemple :
/ui/ « mari » se prononce [ui], mais
/uiqarpuq/ « elle a un mari » se prononce [ueqaʁpɔq] et s'écrit ‹ ueqarpoq ›.
/illu/ « maison » se prononce [iɬːu], mais
/illuqarpuq/ « il a une maison » se prononce [iɬːoqaʁpɔq] et s'écrit ‹ illoqarpoq ›.

### Phonotaxe
Les syllabes autorisées par la phonotaxe de la langue sont de la forme (C)(V)V(C), C désignant une consonne, V une voyelle et VV une voyelle double ou une diphtongue. Les mots d'origine groenlandaise ne peuvent commencer que par une voyelle ou par /p, t, k, q, s, m, n/. Ils ne peuvent s'achever que par /p, t, k, q/, ou plus rarement /n/. Les groupes consonantiques ne peuvent apparaître qu'à la frontière de deux syllabes, et leur prononciations est sujette à des assimilations régressives qui en font des consonnes géminées. Toutes les consonnes autres que nasales qui apparaissent dans un groupe sont sourdes.

### Prosodie

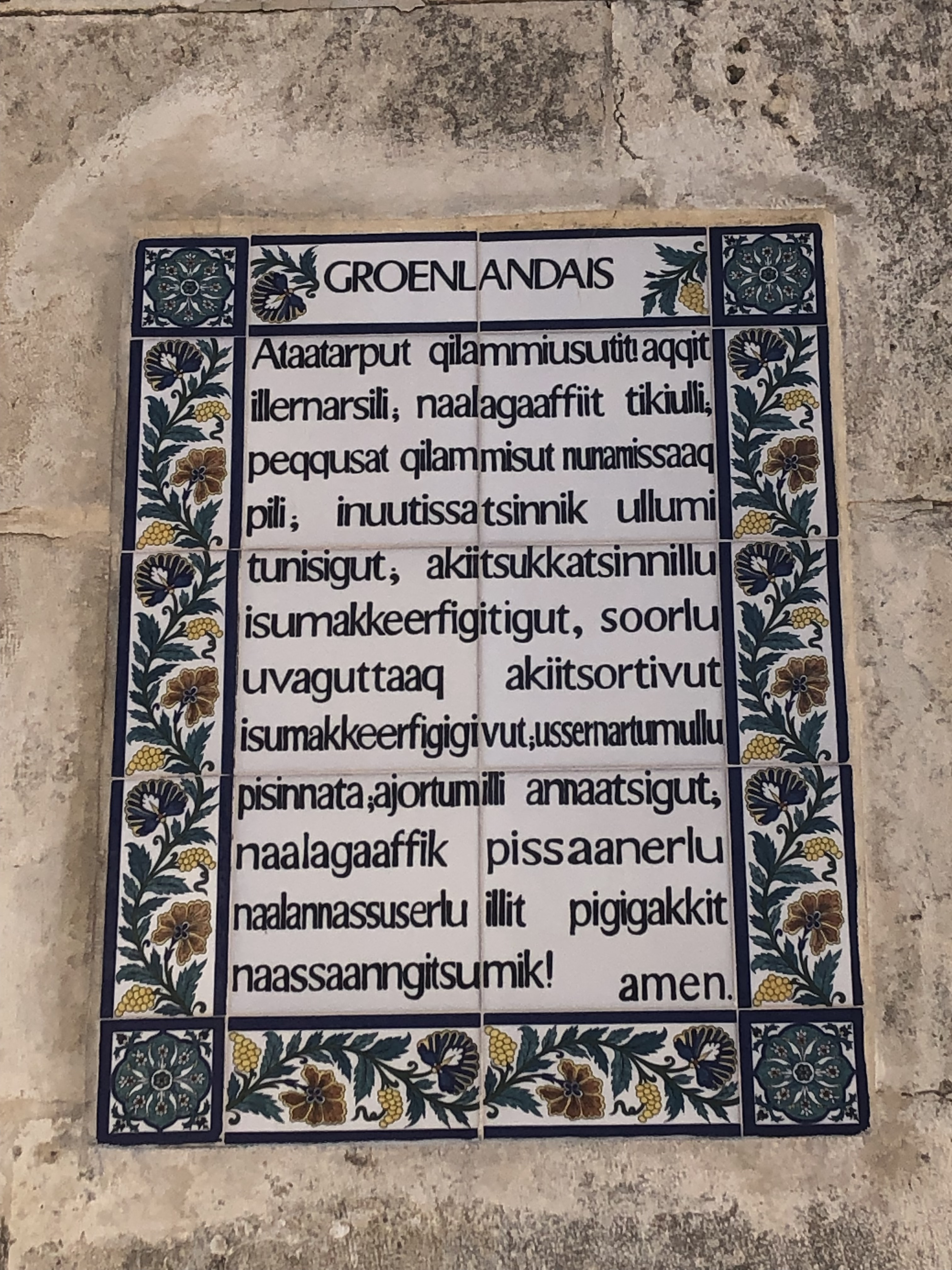
Spécimen de texte: Le Pater Noster, au Carmel du Pater de Jérusalem.

L'accentuation ne constitue pas une catégorie autonome de la prosodie du groenlandais. Cette dernière est déterminée par le ton et la durée. La quantité syllabique influe sur l'intonation prosodique : les syllabes lourdes (celles qui comprennent une voyelle longue ou qui se trouvent avant un groupe consonantique) sont prononcées d'une manière pouvant être perçue comme accentuée. Dans les mots de moins de quatre syllabes qui ne comprennent ni voyelle longue, ni groupe consonantique, c'est la dernière syllabe qui est accentuée. Dans les mots de plus de quatre syllabes dont aucune n'est lourde, c'est l'avant-dernière qui est accentuée. Dans les mots qui comprennent beaucoup de syllabes lourdes, celles avec une voyelle longue sont considérées comme plus lourdes que celles qui se trouvent avant un groupe consonantique.
Dans les propositions affirmatives, l'intonation monte généralement sur l'antépénultième syllabe, redescend sur l'avant-dernière avant de remonter sur la dernière. Dans les propositions interrogatives, l'intonation monte sur l'avant-dernière et redescend sur la dernière,.
La durée de prononciation des consonnes géminées correspond à peu près au double de la durée de prononciation des consonnes simples.

### Morphophonologie
La phonologie du groenlandais se distingue de celle des autres langues inuit par une série d'assimilations.
Les groupes de deux consonnes sont autorisés, mais uniquement si elles sont identiques ou si la première est /r/. La première consonne d'un groupe est toujours assimilée par la seconde, donnant naissance à une consonne géminée :
- /tt/ se prononce [ts] et s'écrit ‹ ts › ;
- /ll/ se prononce [ɬː] ;
- /ɡɡ/ se prononce [çː] ;
- /ʁʁ/ se prononce [χː] ;
- /vv/ se prononce [fː] et s'écrit ‹ ff ›[19],[N 4].

Ainsi le mot inuktitut iglu « maison », qui est à l'origine du français igloo, a pour équivalent groenlandais illu : le groupe consonantique /ɡl/ est assimilé et réalisé sous la forme d'une consonne affriquée latérale sourde. Le mot inuktitut lui-même devient inuttut en kalaallisut.
L'assimilation des groupes consonantiques est l'un des principaux traits dialectaux qui distinguent l'inuktun des deux autres dialectes groenlandais, car la gémination ne s'y applique pas à l'ensemble des groupes. En groenlandais oriental, la réalisation de certaines consonnes géminées ont par ailleurs changé : [ɬː] y est devenu [tː], par exemple. La ville anciennement appelée Scoresbysund en danois s'appelle ainsi Illoqqortoormiut en kalaallisut, mais Ittoqqotoormiit en tunumiit,.
La consonne /v/ a disparu entre /u/ et /i/ ou /a/. Les affixes commençant par -va ou -vi possèdent donc des formes sans la consonne [v] lorsqu'ils sont suffixés à des bases qui se terminent par un /u/.
La voyelle /i/ du groenlandais moderne est issue de la fusion de deux voyelles distinctes en proto-eskimo-aléoute : *i et *ɪ. Cette dernière figure encore dans le vieux groenlandais attesté par Hans Egede. En kalaallisut moderne, la distinction entre les deux proto-voyelles ne se remarque plus qu'au niveau morphophonologique dans certains environnements. L'ancienne *ɪ possède la variante [a] devant une autre voyelle, et elle disparaît parfois devant certains suffixes.

## Grammaire

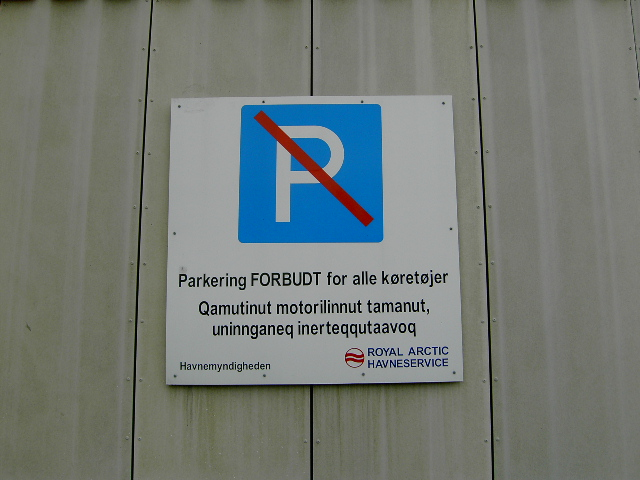
Ce panneau d'interdiction de stationnement bilingue danois/groenlandais illustre la différence profonde entre la morphologie des deux langues.

Le groenlandais est une langue polysynthétique, qui ajoute des séries d'affixes (presque uniquement des suffixes) à des bases pour former de très longs mots. Il n'existe pas de limite théorique à la longueur d'un mot, mais il est rare de trouver plus de six suffixes dans le même mot, et la plupart des mots comptent entre trois et cinq morphèmes. Il existe environ 318 suffixes flexionnels, et entre 400 et 500 suffixes dérivationnels.
La langue possède quatre personnes, deux nombres, huit modes et huit cas. Les verbes s'accordent à la fois avec leur sujet et avec leur objet. Les syntagmes nominaux possessifs s'accordent avec le possesseur en plus de la flexion casuelle.

### Syntaxe
Le groenlandais distingue trois catégories ouvertes : noms, verbes et particules. Les verbes s'accordent en personne et en nombre avec le sujet et l'objet, et se fléchissent également en mode et en voix. Les noms se fléchissent en cas, ainsi que pour indiquer la possession. Les particules sont invariables.
| Verbe       | Substantif | Particule |
| ----------- | ---------- | --------- |
| oqar-poq    | angut      | naamik    |
| dire-3p/IND | homme.ABS  | non       |
| il dit      | un homme   | non       |

Un verbe seul suffit à former une phrase : puisqu'ils s'accordent en nombre et en personne avec leur sujet et leur objet, ils constituent une proposition à eux tout seuls. Il est en fait assez rare de trouver des propositions dans lesquelles tous les participants sont exprimés par des syntagmes nominaux indépendants. Le groenlandais permet ainsi :
- les propositions intransitives avec sujet exprimé :

angut sini-ppoq « l'homme dort »
homme.ABS dormir-3p/IND
- les propositions intransitives sans sujet exprimé :

sini-ppoq « il / elle dort »
dormir-3p/IND
- les propositions transitives sans sujet exprimé :

arnaq asa-vaa « il / elle aime la femme »
femme.ABS aimer-3p/3p
- les propositions transitives sans objet exprimé :

angut-ip asa-vaa « l'homme l'aime »
homme-ERG aimer-3p/3p
- les propositions transitives sans arguments exprimés :

asa-vaa « il / elle l'aime »
aimer-3p/3p

#### Structure d'actance

Dans les langues ergatives, l'objet d'un verbe transitif (O) reçoit le même cas (« absolutif ») que le sujet d'un verbe intransitif (S), tandis que le sujet d'un verbe transitif (A) reçoit un cas différent (« ergatif »).

Le groenlandais est une langue à structure d'actance absolutive-ergative. Ses deux cas principaux sont l'ergatif, qui est utilisé pour le sujet du verbe transitif et le possesseur, et l'absolutif, qui est utilisé pour l'objet du verbe transitif et le sujet du verbe intransitif.
Phrase intransitive :
Anda sini-ppoq « Anda dort »
Anda.ABS dormir-3p/IND
Phrase transitive :
Anda-p nano-q taku-aa « Anda voit un ours »
Anda.ERG ours-ABS voir-3p/3p
Le groenlandais utilisé par les jeunes locuteurs témoigne d'une disparition de la structure ergative au profit de la structure nominative-accusative.

#### Ordre des mots
Dans les propositions transitives où le sujet et l'objet sont exprimés sous la forme de syntagmes nominaux libres, l'ordre neutre des mots est AOXV / SXV, X représentant un syntagme nominal dans un cas oblique. Néanmoins, il règne une certaine liberté dans ce domaine. Le thème apparaît généralement au début de la proposition, alors que le rhème apparaît à la fin. Il s'agit le plus souvent du verbe, mais il peut également s'agir d'un sujet ou d'un objet rhématisé. Dans la langue orale, des clarifications ou précisions a posteriori peuvent suivre le verbe, généralement dans un ton plus bas.
Si l'ordre des mots dans la phrase est relativement libre, ce n'est pas le cas au sein du syntagme nominal : la tête doit y précéder les modificateurs, et le possesseur doit précèder le possédé.
Andap tujuuluk pisiaraa « Anda a acheté le pull »
Anda (A) pull (O) acheter (V)
Andap tujuuluk tungujortoq pisiaraa « Anda a acheté le pull bleu »
Anda (A) pull (O) bleu (X) acheter (V)

#### Coordination et subordination
La coordination et la subordination s'obtiennent en juxtaposant des prédicats conjugués dans un mode non-subordonné (indicatif, interrogatif, impératif ou optatif) avec des prédicats conjugués dans un mode subordonné (conditionnel, causatif, contemporatif ou participe). Le contemporatif peut assurer une fonction coordinatrice ou subordinatrice, en fonction du contexte. L'ordre des propositions dans la phrase est relativement libre et surtout dicté par la pragmatique.

#### Obviation
Le système pronominal présente un système d'obviation. Il existe une « quatrième personne » qui permet de désigner le sujet à la troisième personne du verbe d'une proposition subordonnée, ou bien le possesseur d'un nom, qui est coréférent avec le sujet (également à la troisième personne) du verbe de la proposition principale qui gouverne cette subordonnée.
illu-a taku-aa « il a vu sa maison » (celle de quelqu'un d'autre)
maison-3POSS voir-3p/3p
illu-ni taku-aa « il a vu sa maison » (sa propre maison)
maison-4POSS voir-3p/3p
Ole oqar-poq tillu-kkiga « Ole a dit que je l'avais frappé » (il parle d'un tiers)
Ole dire-3p frapper-JE/3p
Ole oqar-poq tillu-kkini « Ole a dit que je l'avais frappé » (il parle de lui-même)
Ole dire-3p frapper-JE/4p
Eva iser-uni sini-ssaa-q « quand Eva entrera, elle (= Eva) dormira »
Eva entrer-4p dormir-s'attendre-3p
Eva iser-pat sini-ssaa-q « quand Eva entrera, elle (ou il, en tout cas pas Eva) dormira »
Eva entrer-3p dormir-s'attendre-3p

#### Constructions indéfinies
Le caractère défini ou indéfini d'un syntagme nominal ne constitue pas une catégorie grammaticale en groenlandais : pour savoir si un participant est déjà connu ou vient d'être introduit, d'autres moyens sont utilisés. Certains auteurs affirment que des éléments morphologiques liés à la transitivité, comme l'utilisation de la construction antipassive, ou à objet intransitif, permettent d'encoder cette information, de même que l'incoporation du nom ou l'usage de syntagmes nominaux non-thématiques. Il s'agit néanmoins d'un point de vue controversé.
Construction active :
Piitap arfeq takuaa « Pierre a vu la baleine »
Pierre-ERG baleine voir
Construction antipassive / à objet intransitif :
Piitaq arfermik takuvoq « Pierre a vu (une) baleine »
Pierre-ABS baleine-INSTR voir

### Le verbe
La morphologie du verbe est complexe et comprend des mécanismes de flexion et de dérivation. La morphologie flexionnelle comprend les flexions de mode, personne et voix, mais pas de temps, ni d'aspect,,. La morphologie dérivationnelle permet de modifier le sens des verbes comme le font les adverbes dans d'autres langues, à l'aide de centaines de suffixes différents. Ces suffixes à la sémantique « lourde », qui peuvent exprimer des concepts comme « avoir », « être », « dire » ou « penser », sont si courants qu'ils sont parfois appelés postbases, notamment par les linguistes américains. Le verbe est construit de la manière suivante : racine + suffixe (ou postbase) dérivationnel + suffixe flexionnel. Le temps et l'aspect sont marqués par des suffixes optionnels, qui s'insèrent entre les suffixes dérivationnels et flexionnels.

#### Flexion
Le verbe s'accorde avec l'agent et le patient, et se conjugue également en mode et en voix. Il existe huit modes. L'indicatif, l'interrogatif, l'impératif et l'optatif sont utilisés dans les propositions principales, tandis que le causatif, le conditionnel, le contemporatif et le participe sont utilisés dans les propositions subordonnées. Chacun de ces huit modes possède un suffixe transitif, un suffixe intransitif et un suffixe négatif.
Les suffixes transitifs encodent l'agent et le patient au sein d'un unique morphème, ce qui représente 48 combinaisons possibles pour chacun des huit modes, soit 384 morphèmes potentiels en tout. Cependant, certains modes ne sont pas employés avec certaines personnes (l'impératif n'existe qu'à la 2e personne, l'optatif à la 1re et à la 3e, le participe n'a pas de 4e personne et le contemporatif n'a pas de 3e), et le total de suffixes flexionnels verbaux est seulement d'environ 318.
| Objet / Sujet | 1re                       | 2e                            | 3e                                  |
| --- | ------------------------- | ----------------------------- | ----------------------------------- |
| 1re sg. | *                         | asavarma « tu m'aimes »       | asavaanga « il / elle m'aime »      |
| 2e sg. | asavakkit « je t'aime »   | *                             | asavaatit « il / elle t'aime »      |
| 3e sg. | asavara « je l'aime »     | asavat « tu l'aimes »         | asavaa « il / elle l'aime »         |
| 1re pl. | *                         | asavatsigut « tu nous aimes » | asavaatigut « il / elle nous aime » |
| 2e pl. | asavassi « je vous aime » | *                             | asavaasi « il / elle vous aime »    |
| 3e pl. | asavakka « je les aime »  | asavatit « tu les aimes »     | asavai « il / elle les aime »       |
| L'astérisque marque une forme inexistante, même si le sens en question peut être exprimé à l'aide d'une flexion réflexive distincte. |                           |                               |                                     |

##### Indicatif et interrogatif
Le mode indicatif est utilisé dans les propositions déclaratives indépendantes, tandis que le mode interrogatif sert à poser des questions.
napparsima-vit? « Es-tu malade ? »
être.malade-TU/INTERR
naamik, napparsima-nngila-nga. « Non, je ne suis pas malade. »
non, être.malade-NEG-JE/IND
| Indicatif                                                             | Interrogatif                        |
| --------------------------------------------------------------------- | ----------------------------------- |
| nerivunga « je mange »                                                | nerivunga? « mangé-je ? »           |
| nerivutit « tu manges »                                               | nerivit? « manges-tu ? »            |
| nerivoq « il / elle mange »                                           | neriva? « mange-t-il / elle ? »     |
| nerivugut « nous mangeons »                                           | nerivugut? « mangeons-nous ? »      |
| nerivusi « vous mangez »                                              | nerivisi? « mangez-vous ? »         |
| neripput « ils / elles mangent »                                      | nerippat? « mangent-ils / elles ? » |
| Il existe également une flexion transitive qui n'est pas montrée ici. |                                     |

##### Impératif et optatif
L'impératif, toujours utilisé avec la deuxième personne, sert à donner des ordres. À l'inverse, l'optatif, qui permet d'exprimer des souhaits ou des exhortations, n'est jamais utilisé avec la deuxième personne. L'impératif peut être utilisé négativement pour interdire. Ces deux modes possèdent des paradigmes transitifs et intransitifs. L'impératif compte deux paradigmes transitifs affirmatifs : il existe, en plus de celui de base, un deuxième paradigme considéré impoli qui est utilisé pour s'adresser aux enfants.
sini-git! « dors ! »
dormir-IMP
sini-llanga! « laisse-moi dormir ! »
dormir-JE.OPT
sini-nnak! « ne dors pas ! »
dormir-NEG.IMP

##### Conditionnel
Le conditionnel permet de construire des propositions subordonnées avec le sens « si… » ou « quand… ».
seqinner-pat Eva ani-ssaa-q « si le soleil brille, Eva ira dehors »
soleil.briller-COND Eva sortir-attendre/3p

##### Causatif
Le mode causatif permet de construire des propositions subordonnées avec le sens « parce que… », « puisque… » ou « quand… ». Il peut aussi simplement exprimer « que… », et apparaître dans une proposition principale pour sous-entendre une cause implicite.
qasu-gami innar-poq « il est allé au lit parce qu'il était fatigué »
être.fatigué-CAU/3p aller.au.lit-3p
matta-ttor-ama « j'ai mangé du lard » (et je n'ai donc pas faim)
lard-manger-CAU/JE
ani-guit eqqaama-ssa-vat teriannia-qar-mat « si tu sors, n'oublie pas qu'il y a des renards »
sortir-COND/TU souvenir-futur-IMP renard-être-CAUS

##### Contemporatif
Le mode contemporatif permet de construire des propositions subordonnées exprimant l'idée de simultanéité. Il n'est utilisé que lorsque le sujet de la subordonnée est identique au sujet de la proposition principale. Dans le cas contraire, on utilise le participe ou le causatif. Le contemporatif peut également former des compléments aux verbes de parole ou de pensée.
qasu-llunga angerlar-punga « étant fatigué, je suis rentré »
être.fatigué-CONT/JE rentrer-JE
98-inik ukio-qar-luni toqu-voq « il est mort à l'âge de 98 ans »
98-INSTR/PL année-avoir-CONT/3p mourir-3p
Eva oqar-poq kami-it akiler-lugit « Eva a dit qu'elle avait payé les bottes »
Eva dire-3p botte-PL payer-CONT/3p

##### Participe
Le participe permet de construire des propositions subordonnées décrivant le sujet en train d'accomplir quelque chose. Il est utilisé lorsque le sujet de la subordonnée est différent de celui de la proposition qui la gouverne. Il sert souvent dans des adpositions, comme les propositions relatives.
atuar-toq taku-ara « je l'ai vue lire »
lire-PART/3p voir-JE/3p
neriu-ppunga tiki-ssa-soq « j'espère qu'il vient / viendra »
espérer-JE venir-attendre-PART/3p

#### Dérivation
La dérivation verbale est très productive et emploie plusieurs centaines de suffixes dérivationnels. Il n'est pas rare de voir plusieurs suffixes greffés sur le même verbe, donnant naissance à de très longs mots. Quelques exemples :
-katap- « être fatigué de »
taku-katap-para « je suis fatigué de le voir »
voir-fatigué.de.-JE/3p
-ler- « commencer à / être sur le point de »
neri-ler-pugut « nous sommes sur le point de manger »
manger-commencer-NOUS
-llaqqip- « être bon à / doué pour »
erinar-su-llaqqip-poq « elle est douée pour le chant »
chanter-HAB-talentueusement-3p
-niar- « prévoir / vouloir »
aallar-niar-poq « il prévoit de voyager »
voyager-prévoir-3p
-ngajappoq- « presque »
sini-ngajap-punga « je m'étais presque endormi »
dormir-presque-JE
-nikuu-nngila- « n'avoir jamais »
taku-nikuu-nngila-ra « je ne l'ai jamais vu »
voir-jamais-NEG-JE/3p

#### Temps et aspect
Il existe des outils morphologiques pour distinguer le passé récent et lointain, par exemple, mais leur utilisation n'est pas obligatoire. Il vaut mieux donc les considérer comme relevant du système dérivationnel plutôt que comme des marqueurs de temps. Une distance temporelle fixe est plutôt indiquée par un adverbial :
toqo-riikatap-poq « il est mort il y a longtemps »
mourir-il.y.a.longtemps-3p/IND
nere-qqammer-punga « j'ai mangé il y a peu »
manger-il.y.a.peu-JE/IND
ippassaq Piitaq arpap-poq « hier, Pierre courait »
hier Pierre-ABS courir-3p/IND

#### Incorporation du nom
L'existence de l'incorporation du nom en groenlandais reste débattue. Dans d'autres langues, ce procédé consiste à incorporer une racine nominale au sein d'un verbe afin de produire un verbe de sens différent. Il est possible de former des verbes incorporant des racines nominales en groenlandais, mais s'agit-il réellement d'une incorporation du nom, ou bien d'une dérivation dénominale du verbe ? La langue possède plusieurs morphèmes qui ont besoin de se greffer sur une racine nominale pour former des verbes composés, un processus proche de celui observé dans les langues où l'incorporation du nom est attestée. Pour certains linguistes, ces morphèmes sont des racines verbales qui doivent incorporer des noms afin de former des propositions grammaticales,. De nombreux morphèmes dérivationnels utilisés pour former les verbes dénominaux fonctionnent presque de la même façon que l'incorporation du nom « canonique ». Ils permettent la formation de mots dont le contenu sémantique correspond à une proposition entière, avec verbe, sujet et objet. En outre, ces morphèmes proviennent d'anciennes constructions à incorporation du nom, fossilisées par l'usage. D'autres linguistes considèrent ces morphèmes comme de simples morphèmes dérivationnels, qui permettent de former des verbes dénominaux. Le fait qu'ils ne puissent pas fonctionner seuls et aient besoin de se greffer sur une base nominale constitue un argument en faveur de cette thèse,.
qimmeq « chien » + -qar- « avoir » (+ -poq « 3p »)
qimme-qar-poq « elle possède un chien »
illu « maison » + -'lior- « faire »
illu-lior-poq « elle construit une maison »
allagaq « lettre » + -si- « recevoir »
allagar-si-voq « elle a reçu une lettre »

### Le nom
Tout nom est fléchi en cas et en nombre. S'il existe une relation de possession, le possédé s'accorde en nombre et en personne avec son possesseur. Il existe deux nombres, singulier et pluriel, et huit cas : absolutif, ergatif, instrumental, locatif, allatif, ablatif, prolatif et équatif. Le cas et le nombre sont marqués par un suffixe unique.
Il existe des ressemblances entre les suffixes marquant l'accord du possessif sur les noms et ceux marquant l'accord transitif sur les verbes : par exemple, -aa signifie « son / sa / ses » lorsqu'il est suffixé à un nom, mais « lui / elle » lorsqu'il est suffixé à un verbe. Ces ressemblances ont donné lieu à une théorie selon laquelle le groenlandais distingue les noms transitifs et intransitifs.

#### Cas
Les deux cas principaux, l'absolutif et l'ergatif, servent à exprimer le rôle grammatical et syntaxique des syntagmes nominaux. Les autres cas encodent des informations concernant le mouvement ou la manière.
| Cas          | Singulier   | Pluriel |
| ------------ | ----------- | ------- |
| Absolutif    | -q -t -k -Ø | -(i)t   |
| Ergatif      | -(u)p       | -(i)t   |
| Instrumental | -mik        | -nik    |
| Allatif      | -mut        | -nut    |
| Locatif      | -mi         | -ni     |
| Ablatif      | -mit        | -nit    |
| Prolatif     | -kkut       | -tigut  |
| Équatif      | -tut        | -tut    |

L'instrumental connaît des usages variés. Il marque l'instrument permettant d'accomplir une action, mais aussi l'objet oblique des verbes intransitifs et l'objet secondaire des verbes transitifs.
nano-q savim-mi-nik kapi-vaa « Il a poignardé l'ours avec son couteau. »
ours-ABS couteau-son-INSTR poignarder-3p/3p
kaffi-mik tor-tar-poq « Elle boit habituellement du café. »
café-INSTR boire-habituellement-3p
Piitaq savim-mik tuni-vara « J'ai donné un couteau à Pierre. »
Pierre-ABS couteau-INSTR donner-JE/3p
L'instrumental exprime également le sens « donne-moi », et il permet de former des adverbes à partir de substantifs :
imer-mik « (donne-moi) de l'eau »
eau-INSTR
sivisuu-mik sinip-poq « Il a dormi tard. »
tard-INSTR dormir-3p
L'allatif indique le mouvement en direction de quelque chose. Il est également utilisé avec les numéraux et l'interrogatif qassit pour indiquer l'heure, et dans le sens « quantité par unité » :
illu-mut « vers la maison »
qassi-nut? – pingasu-nut « Quand ? À trois heures. »
quand-ALL trois-ALL
kiilu-mut tivi krone-qar-poq « Ça coûte 20 couronnes au kilo. »
kilo-ALL vingt couronne-avoir-3p
Le locatif indique une position dans l'espace :
illu-mi « dans la maison »
L'ablatif décrit un mouvement à partir de quelque chose, ou bien la source de quelque chose :
Rasmussi-mit allagarsi-voq « Il a reçu une lettre de Rasmus. »
Rasmus-ABL recevoir.lettre-3p
tuttu-mit nassuk « bois de renne »
renne-ABL bois
Le prolatif décrit un mouvement à travers quelque chose, un endroit du corps ou un support d'écriture. Il peut également décrire un groupe de personnes (une famille, par exemple) comme appartenant au nom fléchi :
matu-kkut iser-poq « Il est entré par la porte. »
porte-PRO entrer-3p
su-kkut tillup-paatit? « Où (sur quelle partie du corps) t'a-t-il frappé ? »
où-PRO frapper-3p/TU
palasi-kkut « le prêtre et sa famille »
prêtre-PRO
L'équatif désigne une égalité en termes de manière ou de qualité. Il permet également de former le nom d'une langue à partir de celui de la nationalité :
nakorsa-tut suli-sar-poq « il travaille comme docteur »
docteur-EQU travailler-HAB-3p
qallunaa-tut « la langue danoise » (« comme un Danois [parle] »)
Danois-EQU

#### Possession
| Possesseur    | Singulier                       | Pluriel                           |
| ------------- | ------------------------------- | --------------------------------- |
| 1re singulier | illora « ma maison »            | illukka « mes maisons »           |
| 2e singulier  | illut « ta maison »             | illutit « tes maisons »           |
| 3e singulier  | illua « sa maison »             | illui « ses maisons »             |
| 4e singulier  | illuni « sa propre maison »     | illuni « ses propres maisons »    |
| 1re pluriel   | illorput « notre maison »       | illuvut « nos maisons »           |
| 2e pluriel    | illorsi « votre maison »        | illusi « vos maisons »            |
| 3e pluriel    | illuat « leur maison »          | illui « leurs maisons »           |
| 4e pluriel    | illortik « leur propre maison » | illutik « leurs propres maisons » |

Le nom qui est possédé s'accorde en nombre et en personne avec son possesseur, qui est à l'ergatif. Il existe des paradigmes différents pour chaque cas dans lequel peut être le possédé. Le tableau ci-contre présente le paradigme possessif du substantif illu « maison » au cas absolutif. Les exemples ci-dessous présentent l'utilisation de l'ergatif pour le possesseur, ainsi que l'utilisation des formes de la quatrième personne.
Anda-p illu-a « la maison d'Anda »
Anda-ERG maison-3p/POSS
Anda-p illu-ni taku-aa « Anda voit sa propre maison »
Anda-ERG maison-4p/POSS voir-3p/3p
Anda-p illu-a taku-aa « Anda voit sa maison (celle de quelqu'un d'autre) »
Anda-ERG maison-3p/POSS voir-3p/3p

## Lexique

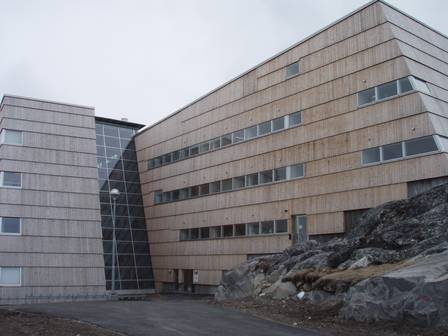
L'orthographe et la grammaire du groenlandais sont régies par le secrétariat de la langue groenlandaise (Oqaasileriffik), situé sur le campus de l'université du Groenland à Nuuk.

Le lexique groenlandais est issu en majeure partie du proto-eskimo-aléoute, mais il comprend également de nombreux emprunts à d'autres langues, principalement au danois. Parmi les plus anciens emprunts, beaucoup se sont adaptés au système phonologique de la langue : palasi « prêtre » provient du danois præst. Néanmoins, la dérivation est un processus tellement courant dans la langue que de nombreux concepts modernes possèdent des noms forgés plutôt qu'empruntés : qarasaasiaq « ordinateur » signifie littéralement « cerveau artificiel ». Cette facilité de dérivation explique pourquoi le lexique groenlandais est construit à partir d'un nombre relativement réduit de racines, sur lesquelles viennent se greffer divers affixes. Ainsi, oqaq « langue » possède les dérivés suivants :
- oqarpoq « (il/elle) dit »
- oqaaseq « mot »
- oqaluppoq « (il/elle) parle »
- oqaasilerisoq « linguiste »
- oqaasilerissutit « grammaire »
- oqaluttualiortoq « auteur »
- oqaasipiluuppaa « (il/elle) le harangue »
- oqaloqatigiinneq « conversation »
- oqaatiginerluppaa « (il/elle) dit du mal de lui »

Les différences lexicales entre dialectes peuvent être considérables. En effet, le nom d'une personne décédée était considéré comme tabou, et comme les gens portaient souvent le nom d'objets du quotidien, ces derniers ont souvent changé de dénomination pour s'accommoder des tabous, causant d'importantes divergences de vocabulaire.

## Orthographe

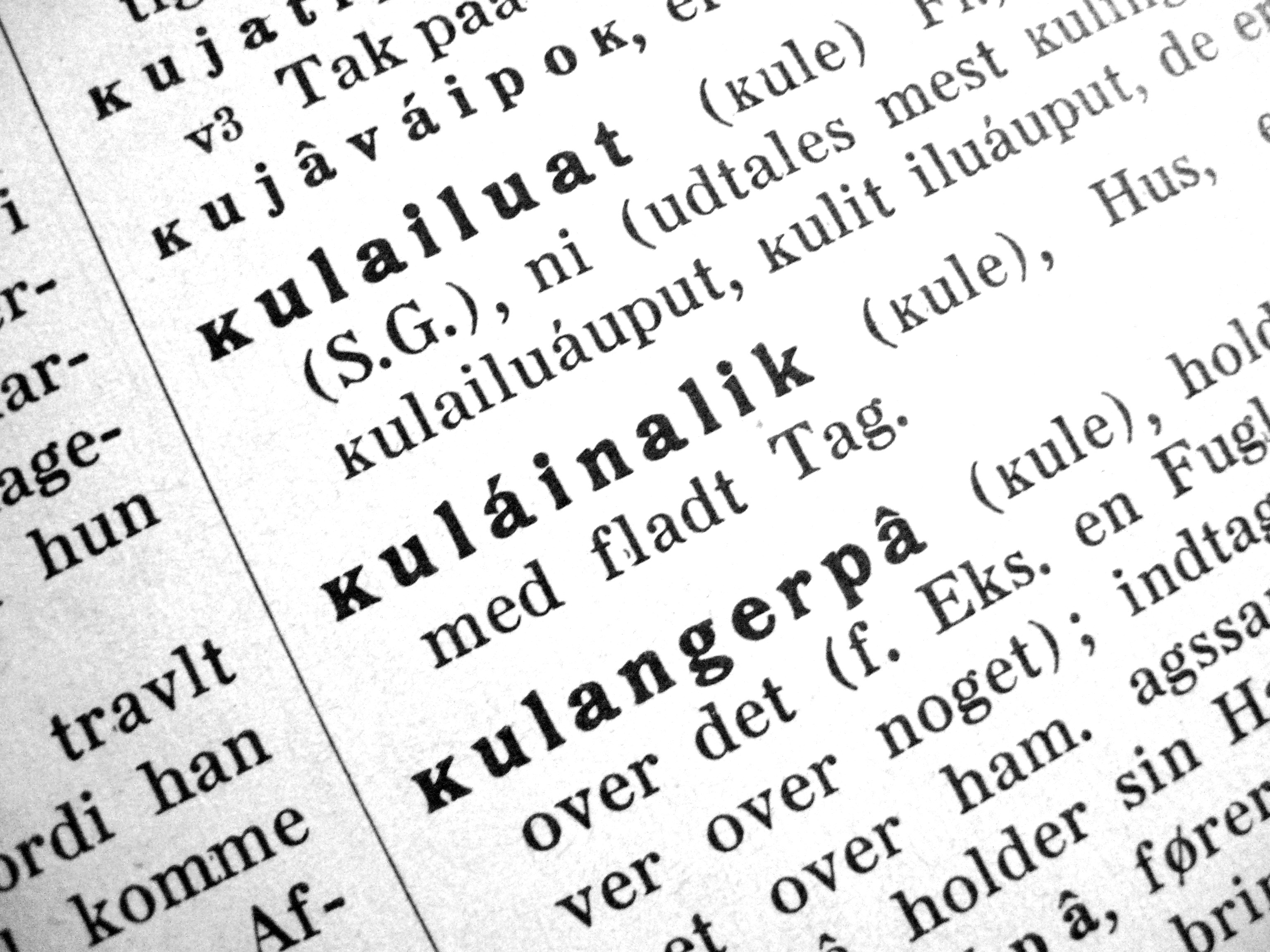
La lettre ĸ dans un dictionnaire groenlandais-danois de 1926.

Le groenlandais est écrit avec l'alphabet latin. Il utilise les lettres suivantes :
A E F G H I J K L M N O P Q R S T U V
D'autres lettres sont utilisées pour écrire les mots empruntés à d'autres langues, principalement au danois et à l'anglais, :
B C D X Y Z W Æ Ø Å
La norme orthographique conçue par Samuel Kleinschmidt est en usage de 1851 à 1973. Elle se concentre sur la morphologie : un affixe donné y est toujours orthographié de la même manière, même si sa prononciation change suivant les contextes. Cette norme utilise une lettre supplémentaire, le kra ‹ ĸ ›. Les voyelles longues et les consonnes géminées sont indiquées par des diacritiques : l'accent circonflexe signale les voyelles longues, tandis que les consonnes géminées sont signalées par l'ajout d'un accent aigu sur la voyelle qui précède. Lorsqu'une voyelle longue précède une consonne géminée, la voyelle porte soit une tilde, soit un accent grave, suivant les auteurs. Dans la norme Kleinschmidt, le nom groenlandais du Groenland s'écrit ainsi Kalâdlit Nunât (Kalaallit Nunaat dans la norme actuelle).
La réforme de 1973 introduit un système davantage basé sur la phonologie de la langue : la forme écrite se rapproche de la forme parlée, et l'orthographe d'un affixe donné change donc en fonction de son contexte d'utilisation. Les voyelles longues et les consonnes géminées sont représentées par des séries de deux lettres, plutôt que par des diacritiques. Le nom groenlandais du Groenland s'y écrit donc Kalaallit Nunaat. La lettre ‹ ĸ › disparaît également au profit de ‹ q ›. Du fait de leur nature respective, il est très facile de passer de l'ancienne norme à la nouvelle, mais l'opération inverse est plus complexe.